# Saint-M'Hervon
Saint-M'Hervon (tiếng Breton: Lanvaelvon, Gallo: Saent-Mervon) là một xã của tỉnh Ille-et-Vilaine, thuộc vùng Bretagne, miền tây bắc nước Pháp.

## Dân số
Người dân ở Saint-M'Hervon được gọi là Saint-M Hervonais.
| Năm | 1962 | 1968 | 1975 | 1982 | 1990 | 1999 |
| --- | ---- | ---- | ---- | ---- | ---- | ---- |
| Dân số | 136  | 158  | 152  | 174  | 240  | 317  |
| From the year 1962 on: No double counting—residents of multiple communes (e.g. students and military personnel) are counted only once. |      |      |      |      |      |      |